# Callia albicornis
Callia albicornis là một loài bọ cánh cứng trong họ Cerambycidae.